# 6ns Premis del Cinema Europeu
Els 6ns Premis del Cinema Europeu, presentats per l'Acadèmia del Cinema Europeu, van reconèixer l'excel·lència del cinema europeu. La cerimònia va tenir lloc el 4 de desembre de 1993 per tercer cop consecutiu al Studio Babelsberg de Potsdam, Alemanya, i va ser presentada per l'actriu francesa Fanny Ardant.
El 1993, les retallades pressupostàries es van notar amb força; és per això que l'Acadèmia del Cinema Europeu (EFT) va organitzar per tercera vegada la cerimònia de lliurament del premi a Potsdam i va reduir dràsticament el nombre de premis que es podien atorgar. En les categories creatives, només la millor actriu i actor podia rebre un trofeu, els altres (com ara el millor guionista, director de fotografia, muntador de cinema, dissenyador visual, compositor) no. També per tercer any consecutiu, cap pel·lícula espanyola va estar entre les nominades.
Els membres del jurat, convidats per l'Acadèmia, es van reunir a Viareggio, Itàlia, per veure les 32 pel·lícules nominades de 28 països i escollir els guanyadors. El premi a la millor pel·lícula europea de l'any va ser per a Urga del rus Nikita Mikhalkov, i la millor pel·lícula nova va ser la coproducció britànica-francesa-holandesa-rus-italiana Orlando, adaptació de la novel·la de Virginia Woolf i segon llargmetratge de La britànica Sally Potter. Maia Morgenstern va guanyar el premi a l'actriu europea de l'any, i Daniel Auteuil va guanyar el premi al millor actor El premi a la trajectòria fou per al director italià Michelangelo Antonioni, qui el va rebre de mans del director francès Louis Malle.

## Membres del jurat
- André Delvaux, director de cinema, president del jurat -
- Aleksandr Adabaixian actor, guionista, director de cinema -
- Ewa Fröling, actriudona -
- Claudie Ossard, productora de cinema -
- Michael Radford director, guionista, productor de cinema -
- Laurens Straub director, guionista, productor de cinema -
- Gian Maria Volonté actor -

## Guanyadors i nominats
Els guanyadors estan en fons groc i en negreta.

### Millor pel·lícula europea
| Títol             | Director(s)      | Productor(s)                                    | País   |
| ----------------- | ---------------- | ----------------------------------------------- | ------ |
| Urga              | Nikita Mikhalkov | René Cleitman, Michel Seydoux i Jean-Louis Piel | Rússia |
| Benny's Video     | Michael Haneke   | Veit Heiduschka                                 | /      |
| Un cor a l'hivern | Claude Sautet    | Philippe Carcassonne                            | França |

### Millor nova pel·lícula
| Títol                          | Director(s)                                    | Productor(s)                                   | País       |
| ------------------------------ | ---------------------------------------------- | ---------------------------------------------- | ---------- |
| Orlando                        | Sally Potter                                   | Christopher Sheppard                           | Regne Unit |
| Va succeir a prop de casa teva | Rémy Belvaux, André Bonzel i Benoît Poelvoorde | Rémy Belvaux, André Bonzel i Benoît Poelvoorde | Bèlgica    |
| La Petite Amie d'Antonio       | Manuel Poirier                                 | Jean-Christophe Colson                         | França     |

### Millor actriu europea
| Receptor(s)      | Títol             |
| ---------------- | ----------------- |
| Maia Morgenstern | Balanţa           |
| Carla Gravina    | Il lungo silenzio |
| Tilda Swinton    | Orlando           |

### Millor actor europeu
| Receptor(s)    | Títol                             |
| -------------- | --------------------------------- |
| Daniel Auteuil | Un cor a l'hivern                 |
| Carlo Cecchi   | Morte di un matematico napoletano |
| Jan Decleir    | Daens                             |

### Millor documental
| Resultat                     | Títol             | Director(s) | País   |
| ---------------------------- | ----------------- | ----------- | ------ |
| Documental Europeu Guanyador | Det sociala arvet | Stefan Jarl | Suècia |

### Premi a la carrera
- Michelangelo Antonioni

### Especial assoliment de l'any
- Nik Powell i Stephen Woolley per Joc de llàgrimes

### Premi del Mèrit
- Erika Gregor, Ulrich Gregor i Naum Kleiman, la "Connexió Berlín-Moscou

### Premi FIPRESCI
- Benny's Video de Michael Haneke

### Mencions especials
- The Man Who Loves Gary Lineker, dirigit per Ylli Hasani i Steve Sklair () (documental)
- 89 mm od Europy, dirigit per Marcel Łoziński () (millor documental)

## Galeria de guardonats

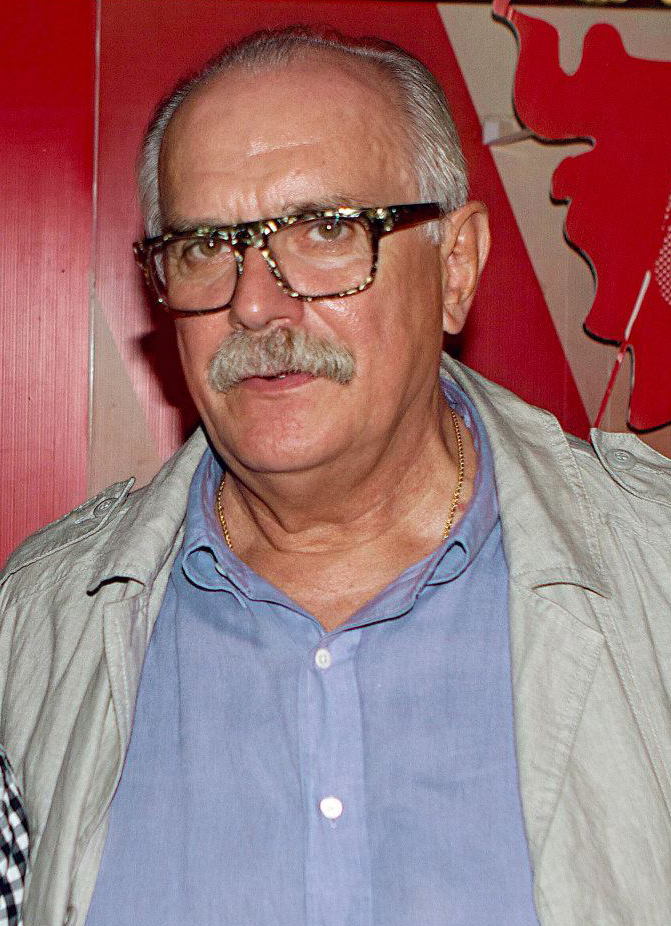
Nikita Mikhalkov, director d'"Urga" (millor pel·lícula)
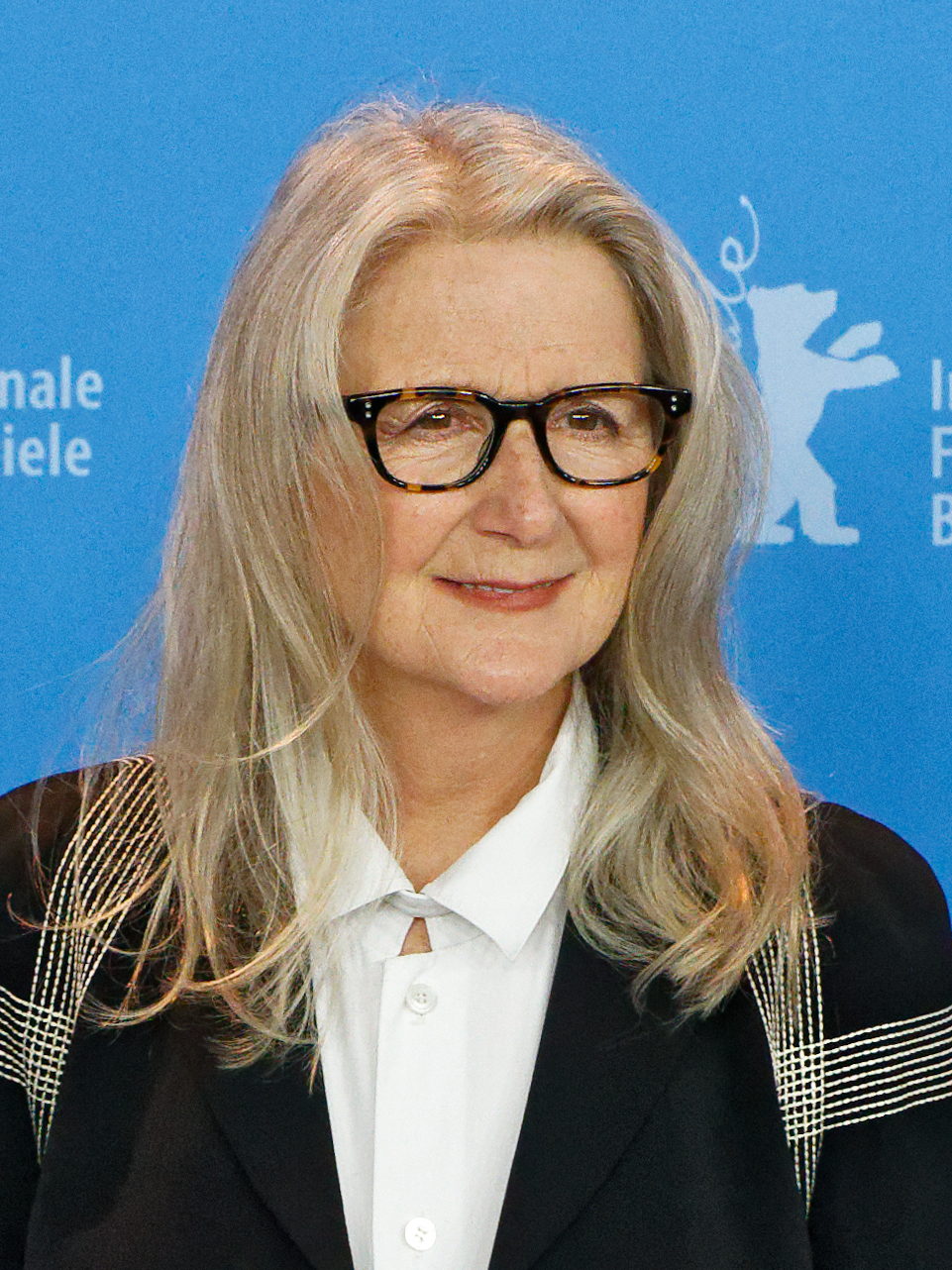
Sally Potter, directora d'"Orlando" (millor nova pel·lícula)
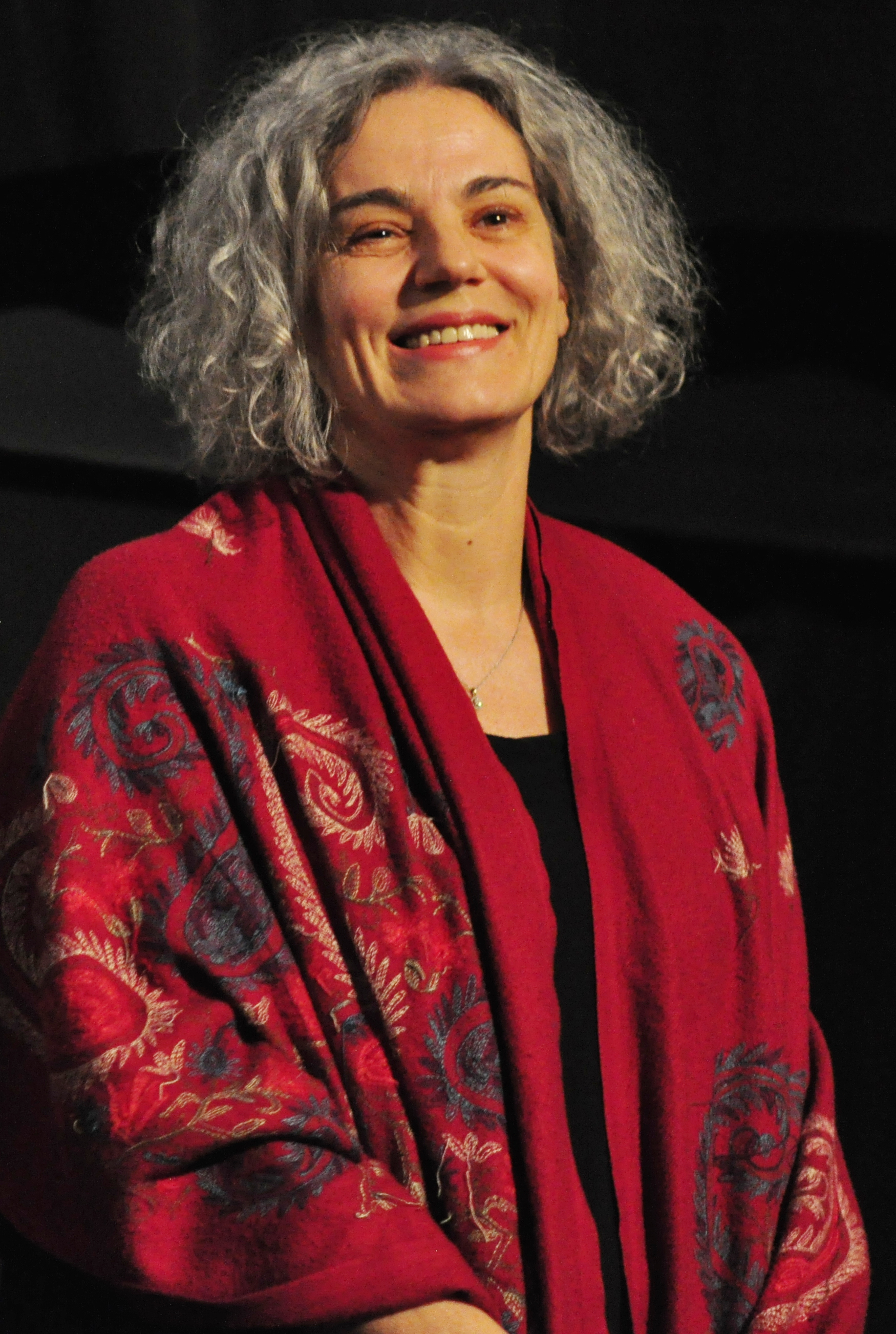
Maia Morgenstern, premi a la millor actriu
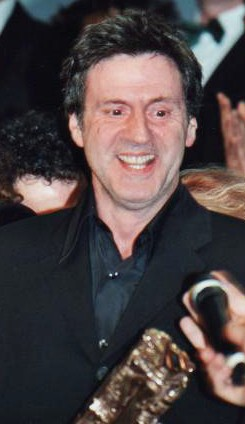
Daniel Auteuil, premi al millor actor
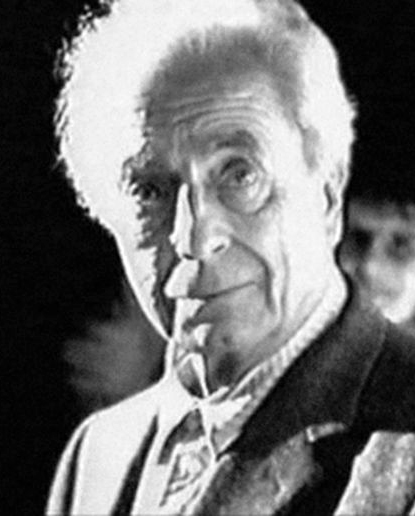
Michelangelo Antonioni. premi a la carrera
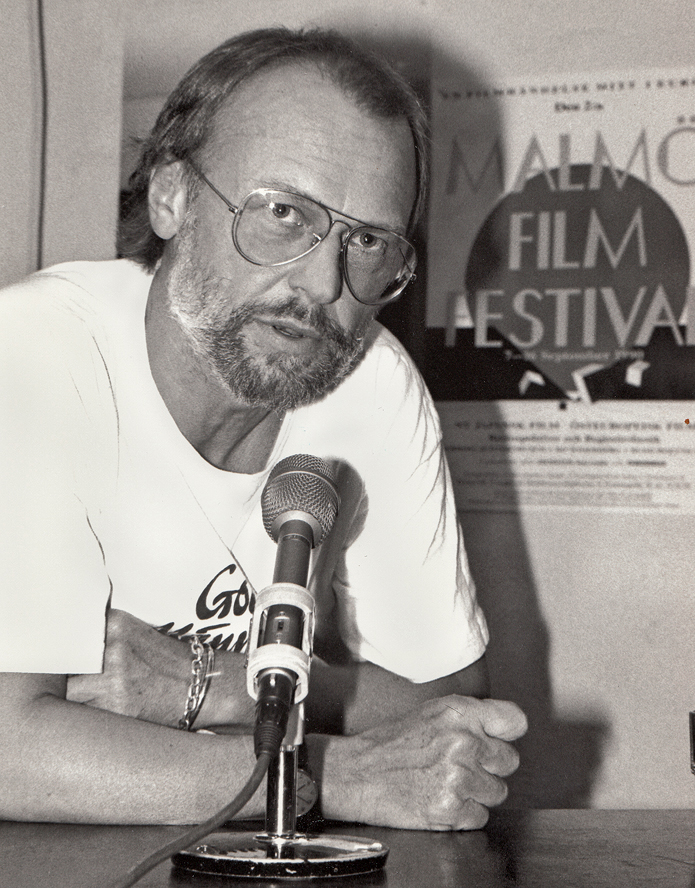
Stefan Jarl, premi al millor documental